# Бровахи
Брова́хи (укр. Бровахи) — село в Корсунь-Шевченковском районе Черкасской области Украины.
Население по переписи 2001 года составляло 554 человека. Почтовый индекс — 19420. Телефонный код — 4735.

## Местный совет
19420, Черкасская обл., Корсунь-Шевченковский р-н, с. Бровахи

## История
В XIX веке село Бровахи было в составе Корниловской волости Каневского уезда Киевской губернии. В селе была Рождество-Богородицкая церковь. Священнослужители Рождество-Богородицкой церкви:
- 1802 — священник Александр Степанович Тараненко
- 1866 — священник Александр Фомич Петрушевский, дьячок Максим Леонтьевич Григорович, пономарь Леонтий Иванович Кондрацкий

В 1984-м году в селе был установлен памятник Евдокии Лысенко, которая во время Великой Отечественной войны отправила на фронт десятерых сыновей и всех дождалась домой живыми.